# Batôlômêô I của Constantinopolis
Thượng phụ Batôlômêô I (tiếng Hy Lạp: Πατριάρχης Βαρθολομαῖος Α', Patriarchis Bartholomaios A' , tiếng Thổ Nhĩ Kỳ: Patrik I. Bartolomeos; sinh ngày 29 tháng 2 năm 1940) là thượng phụ thứ 270 và đương kim của Tòa tổng giám mục Constantinopolis, Thượng phụ Đại kết thành Constantinopolis. Ông nhậm chức từ ngày 2 tháng 11 năm 1991 và được coi là lãnh đạo thiêng liêng của Giáo hội Chính Thống giáo Đông phương, và vì thế được gọi là "người đứng đầu trong những người bình quyền" của các giáo hội Chính Thống giáo.

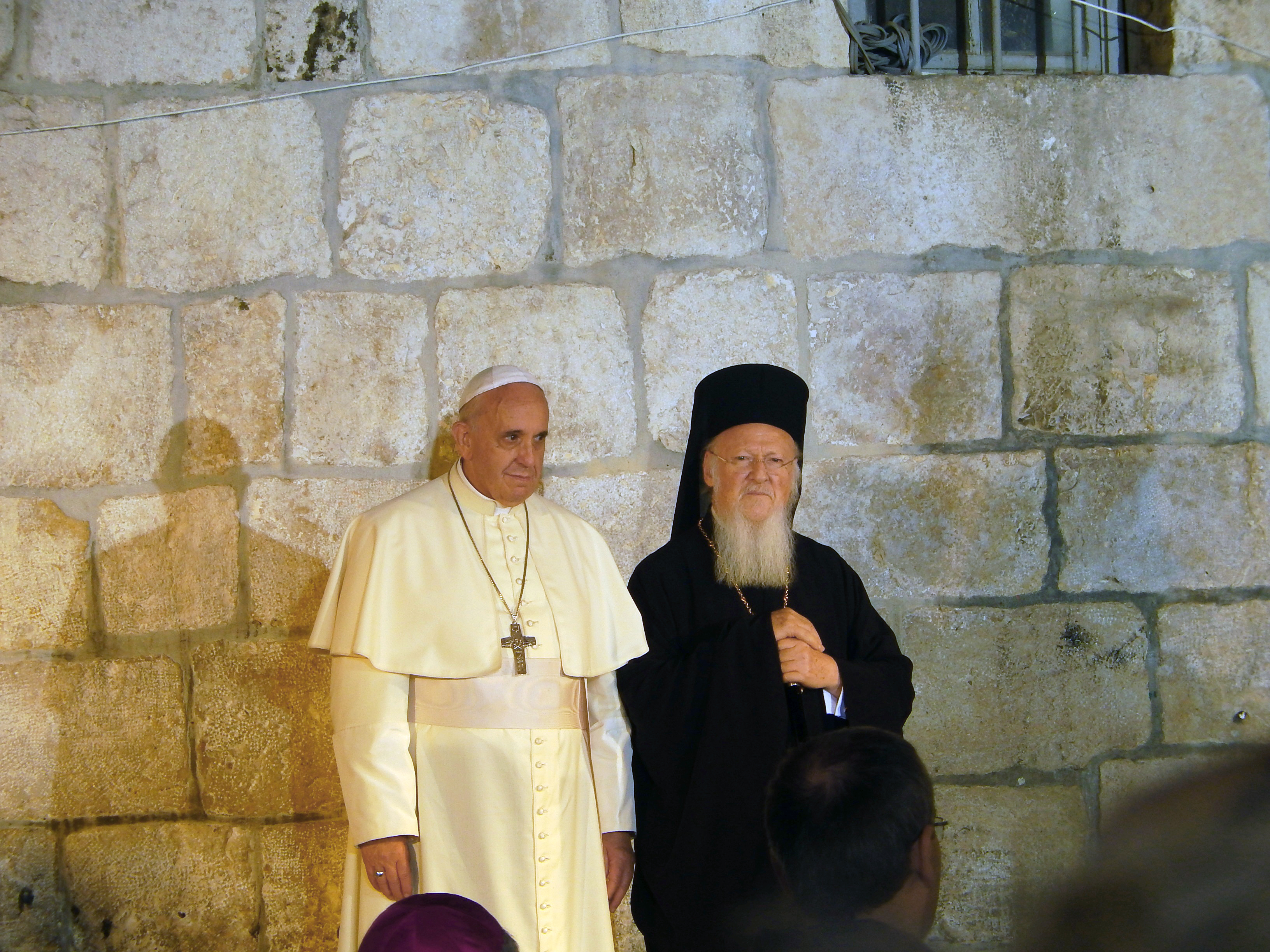
Giáo hoàng Phanxicô và Thượng phụ Batôlômêô I tại Nhà thờ Mộ Thánh, Jerusalem

## Ch ú thích
1. ↑  "Ecumenical Patriarch of the Worldwide Orthodox Christian Church Meets with American Bible Society Leaders". Religious News Service. ngày 17 tháng 7 năm 2007. Bản gốc lưu trữ ngày 9 tháng 10 năm 2007. Truy cập ngày 30 tháng 11 năm 2014.
2. ↑  "American Bible Society Sees Potential in Blossoming Greek Orthodox Relations". The Christian Post. ngày 23 tháng 7 năm 2007.
3. ↑  "The Patriarch". Time. ngày 29 tháng 7 năm 2007. Bản gốc lưu trữ ngày 27 tháng 8 năm 2013. Truy cập ngày 30 tháng 11 năm 2014.